# 大槻筆子
大槻 筆子（おおつき ふでこ、1909年 - 1992年9月19日）は、日本のキリスト教伝道者。夫は同じく伝道者の大槻武二。武二とともに聖イエス会の中心人物であり、教団内では霊母と呼ばれた。

## 生涯
1931年3月、キリスト教に関心を持つ。5月27日に高浜の城山海岸にて、東舞鶴教会の上井乙熊牧師より受洗。1932年3月11日、「なんじは我に従え」との召命に従い、西舞鶴教会・綾部教会を経て神戸ホーリネス教会に出家、献身。12月3日に大槻武二と結婚。
1933年にホーリネス教会が分裂し、中田重治を支持してきよめ教会に所属し、1934年2月に武二とともに須磨きよめ教会に任命される。1936年満州国奉天の奉天きよめ教会に任命される。1938年4月17日、聖霊のバプテスマと、エルサレム大行進のビジョンを体験。1942年まで中国東北部伝道における大リバイバル。1942年に中国伝道を終了し、帰国。
1946年1月5日に聖イエス会発足、5月22日宗教法人設立登記完了。1963年12月に大量喀血後、自身の死を体験する。しかし、武二の祈りによってよみがえり（復活）、病も癒された（神癒）という。1992年9月19日午前4時、京都「祈りの家」にて死去する。死去の数時間前に「すばらしい人生でありました。悔いはありません。イエス様ありがとうございました。（霊父に）ありがとうございました。」と二度語ったとされる。